# Boninastrea boninensis
Boninastrea boninensis là một loài san hô trong họ Merulinidae. Loài này được Yabe & Sugiyama mô tả khoa học năm 1935.